# Labourgade
Labourgade é uma comuna francesa na região administrativa de Occitânia, no departamento de Tarn-et-Garonne. Estende-se por uma área de 5,49 km². Em 2010 a comuna tinha 190 habitantes (densidade: 34,6 hab./km²).